# Испытания трубопроводной арматуры
Испытания трубопроводной арматуры являются составной частью системы контроля качества. Их основная задача — получение достоверной информации о действительных значениях показателей качества для последующего сравнения с их нормативными значениями. Поэтому при испытаниях любой промышленной продукции экспериментально определяют количественные и (или) качественные характеристики свойств объекта испытаний, как результат воздействий на него при функционировании, моделировании объекта.

Технологический цикл изготовления и восстановительного ремонта трубопроводной арматуры всегда завершается испытаниями.

В общем случае испытания — это экспериментальное определение количественных и (или) качественных характеристик свойств объекта испытаний, как результата воздействия на него при функционировании, при моделировании объекта и (или) воздействий.

Жёсткие условия эксплуатации, функциональная значимость арматуры в общей технологической системе, многообразие воздействующих факторов с широким параметрическим диапазоном предопределяют специфику технических требований и условий, предъявляемых к трубопроводной арматуре как к объекту при контрольных испытаниях.

## Виды испытаний трубопроводной арматуры
Трубопроводная арматура в процессе её производства, эксплуатации и ремонта подвергается различным видам испытаний, необходимых для оценки её качества, надёжности, безопасности и, в конечном итоге, для определения экономической эффективности её использования:
- испытания на прочность деталей, узлов, сборок изделия;
- испытания на гидравлическую плотность материала корпусных деталей и сварных швов;
- испытания на вакуумную плотность материала корпусных деталей и сварных швов;
- испытания на герметичность затвора;
- испытания на герметичность сальникового уплотнения;
- испытания на герметичность верхнего уплотнения;
- испытания на герметичность разъёмных соединений;
- испытания на работоспособность подвижных соединений;
- испытания на ударо- и вибростойкость;
- ресурсные испытания;
- испытания на надёжность;
- климатические испытания;
- другие виды испытаний.

## Оборудование для испытаний трубопроводной арматуры

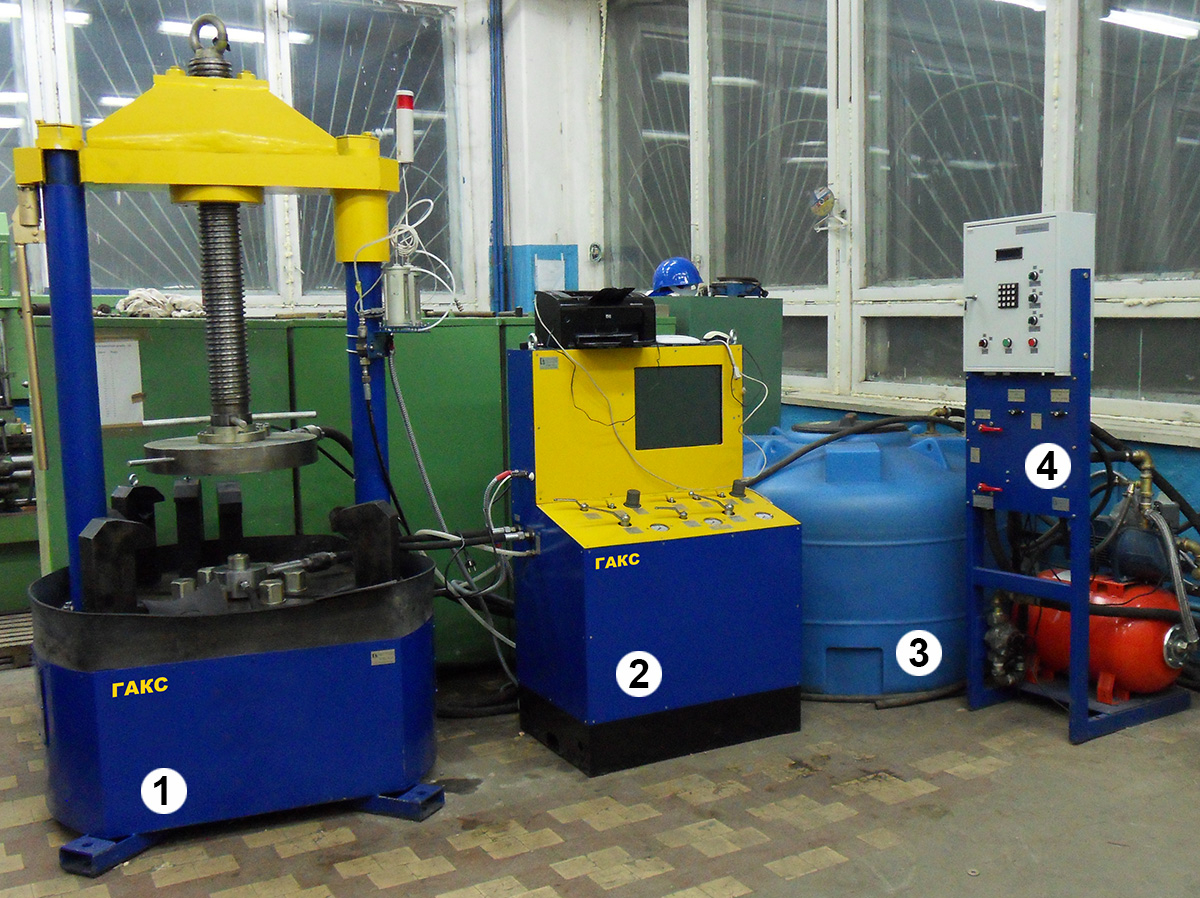
Комплекс для испытаний трубопроводной арматуры.
1. Испытательный стенд вертикальной компоновки;
2. Пневмоуправляемая насосная станция с системой измерения и регистрации результатов испытаний;
3. Установка оборотного водоснабжения;
4. Пульт управления.

Испытания трубопроводной арматуры проводятся на специализированных испытательных установках, представляющих собой комплекс технологических систем, оборудования, измерительных средств, оснастки, средств механизации и автоматизации, а также коллективных средств защиты, обеспечивающих безопасное проведение технологического процесса испытаний арматуры. В состав такой установки, как правило, входят:
- испытательный стенд;
- система подачи давления;
- система метрологического обеспечения и регистрации результатов испытаний;
- схемы управления;
- дополнительное оборудование (система оборотного водоснабжения, защитное ограждение, система видеонаблюдения и др.)

В зависимости от объекта и вида испытаний существует несколько разновидностей стендов для испытания трубопроводной арматуры:
- испытательные стенды вертикальной компоновки;
- испытательные стенды горизонтальной компоновки;
- стенды для испытания предохранительных клапанов;
- стенды для испытания пружин предохранительных клапанов;
- стенды для испытания шаровых кранов;
- и другие.